# Эймёйден
Эймёйден (нидерл. Ĳmuiden; нидерландское произношение: [ˌɛi̯ˈmœy̯də(n)]) — портовый город в Нидерландах в провинции Северная Голландия, главный город в общине Велзен. Нордзе-канал соединяет город с Амстердамом. Город находится примерно в 17 километрах к северу от Харлема, столицы провинции.
Порт Эймёйден — глубоководный порт, который подходит для полностью груженого судна типа «Панамакс», и четвертый по величине порт в Нидерландах.